# Grenoble olympique universitaire
Le Grenoble olympique universitaire est un club omnisports français basé à Grenoble, disparu dans les années 1950.
Le club est fondé par Lucien Salamand ; il est déclaré au Journal officiel comme créé le 7 novembre 1919 en tant que club de football, d'athlétisme et de hockey sur gazon.

## Sections

### Basket-ball féminin
Sous la direction d'Emilien Brun, les basketteuses remportent après la Seconde guerre mondiale cinq titres de championnes de France UFOLEP avant de se distinguer ensuite dans les compétitions FFBB en remportant le championnat de France Honneur (deuxième division) lors de la saison 1947-1948, battant en finale le Pyrénéa Sports sur le score de 30 points à 16, puis le championnat de France Excellence (première division) en 1949. Le Grenoble OU s'incline en finale en 1950 contre le Club sportif Château-Thierry.
Palmarès
- Championnat de France Excellence (D1) :
  - Champion (1) : 1949
  - Vice-champion (1) : 1950[5]

- Championnat de France Honneur (D2) :
  - Champion (1) : 1948

### Rugby à XV
L'équipe de rugby à XV est éliminée en demi-finales du Championnat de France de troisième série 1919-1920 par Toulouse Lalande.